# El País Valencià (publicació)
|  | Aquest article tracta sobre la publicació setmanal de 1935. Si cerqueu la guia de viatge de 1962, vegeu «El País Valenciano». |

El País Valencià va ser una publicació setmanal de caràcter valencianista publicada a València entre 1935 i 1936. S'imprimia a la impremta Marbau de Xàtiva i portava per subtítol Periòdic valencianista d'esquerra. Se'n publicaren 21 números.
El primer número es publica el 18 de maig de 1935, i després de 17 números patix una breu interrupció fins a reaparèixer el 28 de març de 1936, publicant-se'n quatre més. El seu director va ser Josep Castanyer i Fons i hi van col·laborar Miquel Duran, Vicent Garcés, Maximilià Thous i Llorenç, Enric Valor, Angelí Castanyer i Fons o Josep Mascarell. Apartidista, representà certa continuïtat respecte a Avant, òrgan de l'Agrupació Valencianista Republicana, i era partidari del Front d'Esquerres.